# Henri François Rikken
Henri François Rikken (Paramaribo, 30 mei 1863 — aldaar, 17 mei 1908) was een Nederlands-Surinaams missionaris en prozaschrijver. 

## Opleiding
Rikken studeerde voor het priesterschap van 1877 tot 1891 in Nederland. In 1886 deed hij zijn 'professie', d.w.z. legde hij zijn kloostergeloften af, binnen de orde der redemptoristen. In 1891 ontving Rikken zijn priesterwijding, waarna hij werd uitgezonden naar het missiegebied Suriname. Hij arriveerde in Paramaribo op 24 mei 1892.

## Missie
Rikken werkte in de Surinaamse districten Coronie, Para en Nickerie. Hij organiseerde de missie onder de Chinezen, waartoe hij hun taal leerde. Hij maakte studie van de Surinaamse geschiedenis en folklore en verdiepte zich in het Sranan en, ten behoeve van de Antilliaanse gouddelvers, in het Papiamentu. 

## Proza
Zijn drie historische romans werden als feuilleton uitgebracht in rooms-katholieke dagbladen en tijdschriften: 
- Tokosì of Het Indiaansch meisje (verscheen voor het eerst in 1901)
- Codjo, de brandstichter (1902)
- Ma Kankantrie, een verhaal uit de Slaventijd (1907)

Codjo, de brandstichter verscheen ook in boekvorm. De roman beschrijft tot in details de plannen en de uitvoering van de grote brand in Paramaribo van 1832, aangestoken door de weggelopen slaven Kodjo, Mentor en Present en enige helpers, en de berechting van de betrokkenen. 
- Rikken schreef ook enkele kortere verhalen.

## Over Rikken
- Michiel van Kempen, Een geschiedenis van de Surinaamse literatuur. Breda: De Geus, 2003, deel I, pp. 452-456.